# コーンフロスティ
コーンフロスティはアメリカのシリアルメーカー・ケロッグが発売する、砂糖がけコーンフレークであり、国や地域によって様々な商品名を持つ。（#各国および各地域における商品名を参照）
本製品は1952年にアメリカ合衆国にて"Sugar Frosted Flakes"という名前で発売されたが、1983年にFrosted Flakes という名前に変更された。
プライベートブランドも含めて様々な派生商品が存在している。

## 各国および各地域における商品名
- アメリカ合衆国およびカナダ： Frosted Flakes
- ヨーロッパ[注釈 1]、オーストラリア、イスラエル、中東、コモンウェルス：Frosties
- アメリカ合衆国、およびイスパノアメリカ： Zucaritas (「砂糖がけした小さきもの」の意)
- ブラジル： Sucrilhos (砂糖+クランチ+トウモロコシのカバン語)
- 日本： コーンフロスティ[注釈 2]
- 韓国：コーンフロスト (콘푸로스트、英： Corn Frost)

## 人気
アメリカ合衆国の2017年第1四半期のシリアル売り上げランキングにおいて、本製品はハニーナッツチェリオスに次ぐ2番目の売り上げを出している。

## マーケティング

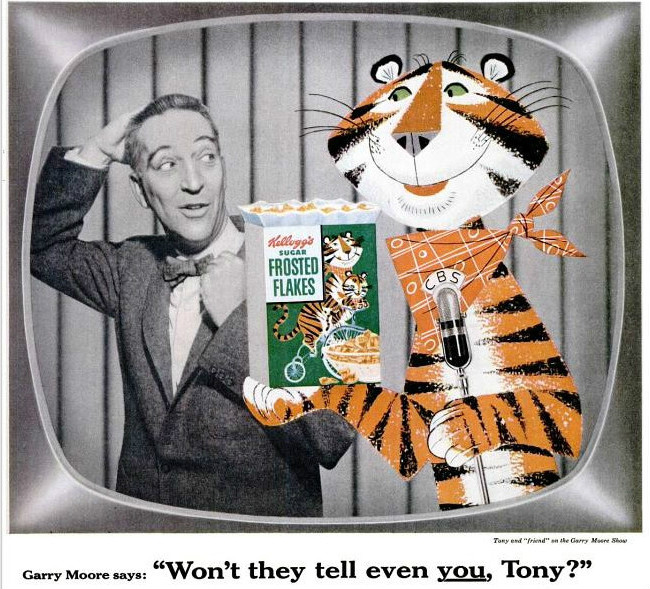
1955年に米国で放送された"Garry Moore Show"より、左の男性は番組の司会を務めるギャリー・ムーアである。

1952年の発売当初からトニー・ザ・タイガーをマスコットとして起用しており、「グゥーレイト！」（英："They're G-r-r-r-eat!"）という決め台詞で知られている。
発売当初は丸顔だったが、途中で筋肉質なデザインに変更された。2017年のキャンペーンで旧デザインをあしらった景品が登場した際、日本国内においてこのデザインに対する注目が集まった。
また、 本製品はChallenger Sports British Soccer Campsのスポンサーである
日本においては、1980年後半から90年代にかけて、コーンフロスティのおまけとして温度で色が変わるスプーンが付属していた。

### 派生製品

#### カナダ・アメリカ合衆国
- Frosted Rice：1977年発売。クリスプド・ライス（英語版）を用いた製品で、トニー・ジュニアがマスコットを務めていた。
- Birthday Confetti Frosted Flakes：1997年に発売されたケーキ風味のシリアルで、その年のうちに販売終了した。
- Cocoa Frosted Flakes：1997年から2000年にかけて発売されたココア風味のシリアル
- Tony's Cinnamon Krunchers：2003年から2005年にかけて発売されたシナモン風味のシリアル。また、2016年には同じフレーバーのCinnamon Frosted Flakesが発売されている。
- Whole Grain Tiger Power：2005年から2006年にかけて発売されたプロテイン入りシリアル。
- Tony's Turboz：2005年にカナダ限定で発売された栄養強化シリアル。
- Frosted Flakes Gold： 2008年に発売されたはちみつ風味のシリアルで、2018年に後継品となるHoney Nut Frosted Flakesが発売された。
- Frosted Flakes Chocolate：2011年に発売されたチョコレート風味のシリアルで、2013年に再発売された。
- Banana Frosted Flakes,1981年から84年にかけて発売されたバナナ風味のシリアル。
- Banana Creme Frosted Flakes：2019年に期間限定品として発売されたバナナクリーム風味のシリアル。

#### イギリス・アイルランド
- Toffee Flavoured Frosties：トフィー風味のシリアルで、期間限定品という位置づけである。
- Frosties Chocolate：チョコレート風味のシリアルで、2022年現在は発売されていない。
- Frosties Stripes：稲妻の形をしたシリアル。2022年現在は発売されていない。
- Reduced Sugar Frosties：従来品よりも砂糖の量を抑えたシリアル。

#### ブラジル
- Sucrilhos Sabor Chocolate：チョコレート風味のシリアル
- Sucrilhos Sabor Banana：バナナ風味のシリアルで、2022年現在は発売されていない。
- Sucrilhos Power Pops：パフ状のシリアルで、過去にはSucrilhos Powerという商品名で発売されていた。

2020年には、Sucrilhosブランドでクッキータイプのシリアルが発売された。

#### アルゼンチン
- Zucaritas Frutilla:イチゴ風味のシリアル
- Choco Zucaritas：チョコレート風味のシリアル

#### メキシコ
- Choco Zucaritas：チョコレート風味のシリアル

#### コロンビア
- Zucaritas Arequipe：キャラメル風味のシリアルで、2022年現在は発売されていない。
- Zucaritas Power Balls：球状のシリアル。

## 健康への評価
本製品は、オーストラリア政府の制定によって、健康への影響度は5つ星中2つ星である。